# Абин (транспорт)
«Абин» — парусный транспорт Черноморского флота Российской империи, приобретённый в 1843 году и использовавшийся в акватории Чёрного моря для снабжения Черноморской береговой линии. Погиб в кораблекрушении у кавказского берега в 1848 году.

## Описание судна
Парусный транспорт с деревянным корпусом водоизмещением 289 тонн. Артиллерийское вооружение судна состояло из 4 орудий.
Наименование судна было связано с рекой, протекающей на Северном Кавказе. Транспорт был одним из двух парусных судов Российского императорского флота, носивших это наименование, также в составе Черноморского флота несла службу одноимённая парусно-винтовая шхуна, находившаяся в составе флота с 1857 по 1891 год и использовавшаяся акватории Чёрного и Азовского морей, а также на реке Буг.

## История службы
Парусный транспорт был построен в Англии. В 1843 был приобретён для нужд флота на Чёрном море и под наименованием «Абин» вошёл в состав Черноморского флота России.
В кампании с 1845 по 1848 год использовался для доставки снабжения в укрепления Черноморской береговой линии. В 1848 году потерпел крушение у берегов Кавказа.
Командиром транспорта «Абин» в составе Российского императорского флота в кампании 1845, 1847 и 1848 годов служил В. Г. Мофет.